# フィーバーギンガ
フィーバーギンガは、1995年8月にSANKYOが発売した、銀河をイメージした迫力のある大型ドラムを搭載したパチンコ機のシリーズ名。
フィーバーギンガSPとCRフィーバーギンガSPの2機種がある。

## 概要
ドラム型のデジパチ。現金機とCR機の2種類が発売され、いずれも確変機能を搭載している。「FF枠」対応機種で、ドラムには9種類の図柄が描かれている。同一図柄が5ライン上に揃えば大当たりとなる。現金機は、7•F•VICTORYのいずれかが揃った場合は小当たりの確変に突入し、次回の大当たりまで電チュー開放確率のアップと開放時間の延長が行われる。CR機の確変突入条件は現金機とは異なる。7•F•VICTORYのいずれかが揃った場合、確変に突入するのは同様だが、VICTORY図柄だけは斜めに揃った場合は通常大当たりとなる。7とFの図柄は5ライン上のどのラインに揃っても確変に突入するが、VICTORY図柄は横の3ラインに揃わないと確変にはならない。9種類の図柄が5ライン有効なので、大当たりは全45通りとなる。その内、確変になるパターンは13通りあるので確変突入率は13/45となる。確変継続は以後2回の大当たりまで継続する「プラス2回タイプ」である。

## スペック
- フィーバーギンガSP
  - 賞球数 6&13
  - 大当たり確率 1/226
  - 確変突入率　1/3
  - 確変期間　次回大当たりまで継続
- CRフィーバーギンガSP
  - 賞球数 5&15
  - 大当たり確率 
    - 設定1 1/341
    - 設定2 1/371

  - 確変中大当たり確率
    - 設定1 1/56.8
    - 設定2 1/53.0

  - 確変突入率　13/45
  - 確変期間　以後2回の大当たりまで

## 図柄
- 7
- UFO
- JAC
- BAR
- VICTORY
- FIRE
- F
- EARTH
- STAR

## 演出
リーチアクションは複数あり、テンパイの形から2周以上高速回転してから普通にスローに入るのが「ノーマルリーチ」で、ビタ止まりの他に1コマ戻りのパターンもある。他のリーチアクションで、大当たり図柄の1コマ前から、徐々にコマ送りで大当たり図柄に近づいてくる「ジリジリリーチ」がある。このアクションもピッタリ停止するパターンと、ジリジリ通り過ぎた後に1コマ戻るパターンがある。他には、全図柄が揃って回る「全回転リーチ」や「予告リーチ」もあり、全回転リーチの場合は常に1種類の形でしか回転せず、その状態でコマ送りになるケースが多い。予告リーチは、音楽が変わって全図柄が高速回転し一斉に止まる一番目立つリーチアクションだが、大当たり信頼度は高くない。出現割合は低いが、3つのドラムが順序よく停止して、いきなり大当たり図柄が揃ってしまうリーチアクションもある。
CR機は、デジタル回転時間短縮機能を搭載しており、保留玉が0〜2個点灯時はデジタル回転時間は9.2秒のところ、保留玉が3〜4個点灯時は6.8秒まで短縮される。

## コンシューマ移植
- 本家 SANKYO FEVER 実機シミュレーションシリーズ(スーパーファミコン用)
  - 『本家 SANKYO FEVER 実機シミュレーション2 』(スーパーファミコン用、BOSSコミュニケーションズ、1995年12月15日発売、SHVC-A33J-JPN、JAN-4511974100017)にCRフィーバーギンガSPが収録。
- SANKYO FEVER実機シミュレーション Vol.1(プレイステーション用)
  - 『SANKYO FEVER実機シミュレーション Vol.1』(プレイステーション用、ティー・イー・エヌ研究所、1996年3月8日発売、SLPS-00264、JAN-4997940200019)にCRフィーバーギンガSPが収録。
- SANKYO FEVER実機シミュレーションPC Vol.1(Windows 95用)
  - 『SANKYO FEVER実機シミュレーションPC Vol.1』(Windows 95用、ティー・イー・エヌ研究所)にCRフィーバーギンガSPが収録。

## サウンドトラック
- 『ザ・パチンコ・ミュージック・フロム・SANKYO SPECIAL ～愛のパチパチロック～』 キングレコード、1996年2月21日。KICA-1173。
  - BGMが収録されている。